# São Gonçalo de Botelhos
São Gonçalo de Botelhos é um distrito do município de Botelhos. Foi fundado em 1915 e elevado à categoria de distrito, em 8 de outubro de 1982. Está localizado no alto de um morro, a 900 m acima do nível do mar. Está distante 15 km da sede do município.